# Mouvement populaire des Îles-du-Vent
Le Windward Islands People's Movement (Mouvement populaire des îles du Vent) est un parti politique de Saba dans les Antilles néerlandaises, membre de l'Organisation démocrate-chrétienne d'Amérique.

## Historique
Le Windward Islands People's Movement (WIPM) est fondé en septembre 1970 à Saint-Martin. 
Depuis les élections de 1971, il est présent en permanence au Conseil îlien de Saba, où il est le plus souvent majoritaire. Actuellement, il détient les cinq sièges du conseil.